# Antiplanes motojimai
Antiplanes motojimai är en snäckart som först beskrevs av Tadashige Habe 1958.  Antiplanes motojimai ingår i släktet Antiplanes och familjen Turridae. Utöver nominatformen finns också underarten A. m. aquilonalis.